# A.C.J. de Vrankrijker
Adrianus Clemens Johannes (Ad) de Vrankrijker (Bussum, 26 november 1907 – 25 oktober 1995) was een Nederlandse leraar, publicist en historicus uit Bussum.
De Vrankrijker groeide op in de Bussumse Kapelstraat, waar zijn vader een schildersbedrijf had. Na de lagere school ging hij naar de mulo, behaalde het diploma hbs-b aan de rooms-katholieke HBS in Hilversum en slaagde voor het staatsexamen gymnasium. Na zijn studie Geschiedenis promoveerde hij in 1933.
Vanaf 1933 was hij leraar in het voortgezet onderwijs aan een montessorischool in Amersfoort en aan de Gooische HBS (later Goois Lyceum) in Bussum. Zijn leerlingen noemden hem de Stoïcijn. Ook gaf hij bijles aan leerlingen van het blindeninstituut.
Hij was getrouwd met W.A.J. Beijer.
De Vrankrijker publiceerde veel geschiedenisonderwerpen uit zijn geboortestreek het Gooi en Naerdincklant. Van het in 1939 verschenen standaardwerk De geschiedenis van Gooiland schreef hij het tweede en derde deel. Daarnaast verschenen artikelen over uiteenlopende onderwerpen als de Tachtigjarige oorlog, de geschiedenis van de belastingen, volksontwikkeling, de socialistische dagbladpers en anarchisme. In 1970 was hij betrokken bij de oprichting van Tussen Vecht en Eem, waar hij ook voorzitter van was. Ook zette hij zich in voor het Goois Museum en was hij penningmeester van de Stichting Museum voor Gooi en Omstreken.
Naast belangstelling voor geschiedenis had dr. De Vrankrijker belangstelling voor de natuur. Zo publiceerde hij in  De levende natuur zijn onderzoekingen naar de ecosystemen van het Hilversumse Wasmeer, ‘t Bluk, de Gooise hei maar ook de IJsselmeerkust.
Zijn sociale bewogenheid uitte zich in actieve deelname in organisaties als het Instituut voor Arbeiders Ontwikkeling (IvAO), de voorloper van het Nederlands instituut voor volksontwikkeling en natuurvriendenwerk (Nivon). Naast landelijk voorzitter van het IvAO en het NIVON was hij actief voor het arbeidersreisbureau De Vrije Wereld. Daarbij hield hij lezingen en opende avondscholen.
Onderscheidingen
- 1988 - Kleine Johannes, vrijwilligersprijs van de gemeente Bussum
- 1985 - Emil Ludenpenning, prijs voor vrijwilligers van het Goois Natuurreservaat, toegekend door de Stichting Stad en Lande van Gooiland
- 1973 - Officier in de Orde van Oranje Nassau
- 1971 - Cultuurprijs gemeente Hilversum
- 1960 - gemeente Hilversum
- 1950 - gemeente Naarden

## Over hem en zijn werk
- A.M. Elias -De Vrankrijker's Geschiedenis van de belastingen uitgeverij De Bataafsche Leeuw (2005) ISBN 9789067076029
- Michielse, H.C.M. - Dr De Vrankrijker : erfgooier, historicus en volksopvoeder (1996)

- Digitale Bibliotheek voor de Nederlandse Letteren: vran006
- Gemeinsame Normdatei: 1055109609
- International Standard Name Identifier: 0000 0000 8099 4869
- Library of Congress Control Number: n82029303
- Nationale Bibliotheek van Israël: 987007296308205171
- Nederlandse Thesaurus van Auteursnamen: 068728824
- Système universitaire de documentation: 150985908
- Virtual International Authority File: 20040766
- WorldCat: E39PBJmdrgcdQvP8Jt8bwG67pP